# Partikelhorisont
I den fysiske kosmologi betegner partikelhorisonten den maksimale afstand, som elementarpartikler i løbet af universets alder kan have tilbagelagt for at nå frem til en betragter. Den repræsenterer derfor den del af universet, som vi teoretisk kunne have set i det nuværende øjeblik.

## Baggrund
Udtrykt i medbevægende afstand er partikelhorisonten lige den medbevægende tid {\displaystyle \eta _{0}}, som er forløbet siden Big Bang, ganget med lysets hastighed {\displaystyle c}. Denne afstand {\displaystyle \eta _{0}} er bestemt ved:
{\displaystyle \eta _{0}=\int _{t=0}^{t_{0}}{\frac {dt'}{a(t')}}}
hvor {\displaystyle a(t)} er skaleringsfaktoren fra Friedman-Lemaître-Robertson-Walker ligningerne, og hvor Big Bang er forudsat at være sket ved {\displaystyle t=0}.
Partikelhorisonten adskiller sig fra begivenhedshorisonten derved, at den førstnævnte udgør den største medbevægende afstand, hvorfra lys kan have nået os indtil nu, mens begivenhedshorisonten er den største medbevægende afstand, hvortil lys som udsendes nu nogensinde vil kunne nå en betragter på noget tidspunkt i fremtiden'.
Afstanden til partikelhorisonten angives i milliarder lysår eller i gigaparsec (Gpc). Den udgør nu omkring 46 milliarder lysår.